# Rock (condado de Wood, Wisconsin)
Rock es un pueblo ubicado en el condado de Wood en el estado estadounidense de Wisconsin. En el Censo de 2010 tenía una población de 855 habitantes y una densidad poblacional de 9,56 personas por km².

## Geografía
Rock se encuentra ubicado en las coordenadas 44°32′56″N 90°14′56″O / 44.54889, -90.24889. Según la Oficina del Censo de los Estados Unidos, Rock tiene una superficie total de 89.46 km², de la cual 89.38 km² corresponden a tierra firme y (0.09%) 0.08 km² es agua.

## Demografía
Según el censo de 2010, había 855 personas residiendo en Rock. La densidad de población era de 9,56 hab./km². De los 855 habitantes, Rock estaba compuesto por el 96.84% blancos, el 0.35% eran afroamericanos, el 0% eran amerindios, el 0.12% eran asiáticos, el 0% eran isleños del Pacífico, el 1.99% eran de otras razas y el 0.7% pertenecían a dos o más razas. Del total de la población el 2.46% eran hispanos o latinos de cualquier raza.